# Karsten Lucke
Karsten Lucke (ur. 29 grudnia 1974 w Kilonii) – niemiecki polityk i samorządowiec, poseł do Parlamentu Europejskiego IX kadencji.

## Życiorys
Studiował politologię, historię i socjologię na Uniwersytecie Chrystiana Albrechta w Kilonii. Został członkiem zespołu zarządzającego instytucji edukacyjnej Europahaus Marienberg.
Działacz Socjaldemokratycznej Partii Niemiec. Został burmistrzem miejscowości Lautzenbrücken oraz wiceburmistrzem gminy związkowej Bad Marienberg (Westerwald).
W styczniu 2022 objął mandat deputowanego do Parlamentu Europejskiego IX kadencji, zastępując w nim Norberta Neusera. Przystąpił do grupy Postępowego Sojuszu Socjalistów i Demokratów.